# Rhynchorhamphus malabaricus
Rhynchorhamphus malabaricus är en fiskart som beskrevs av Collette, 1976. Rhynchorhamphus malabaricus ingår i släktet Rhynchorhamphus och familjen Hemiramphidae. Inga underarter finns listade i Catalogue of Life.